# NGC 3877
NGC 3877是一个位于大熊座的Sc型螺旋星系，位于太陽守下方，1788年2月5日由威廉·赫歇爾发现。在星系内发现II型超新星SN 1998S。NGC 3877属于M109星系群。

## 画廊

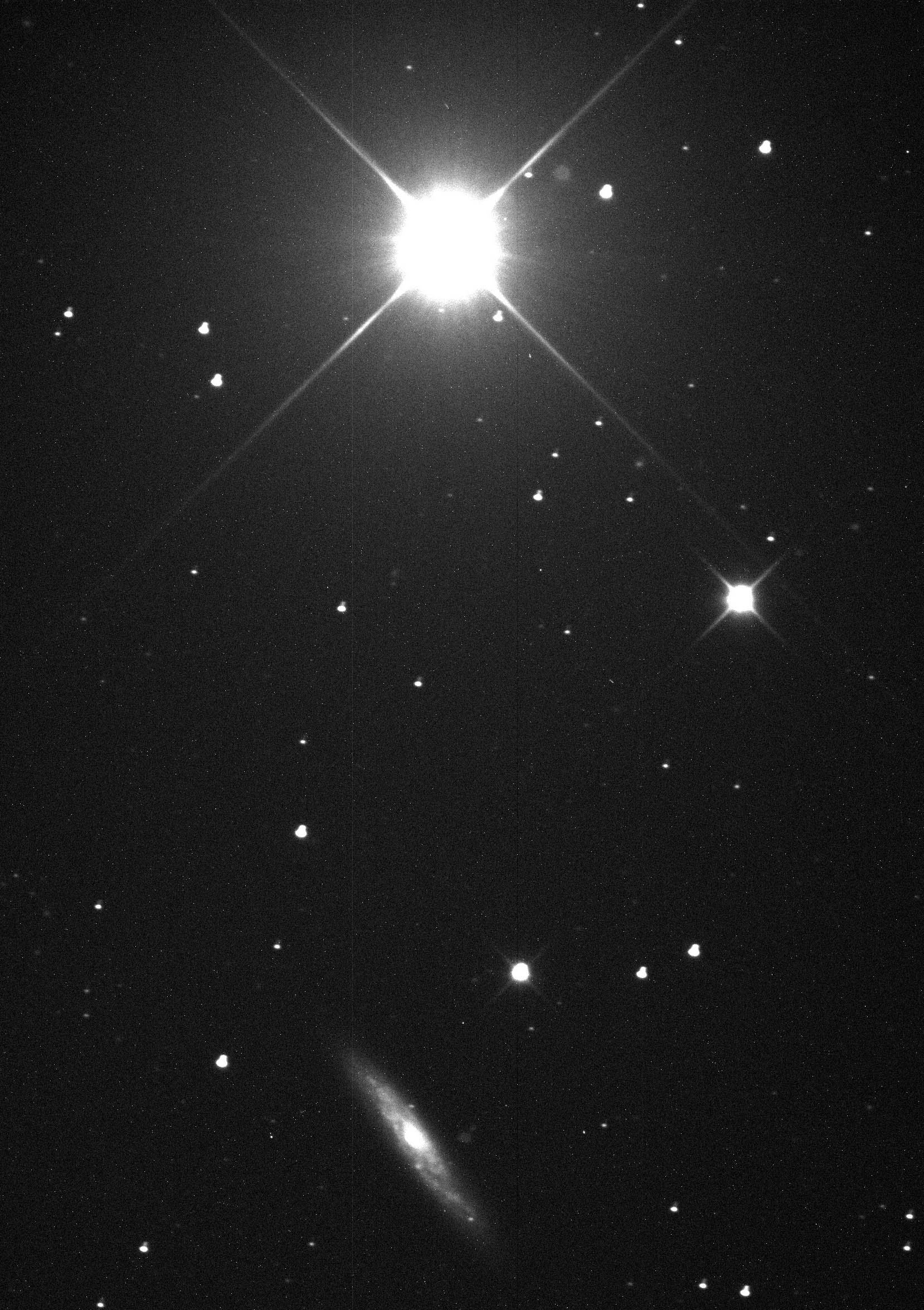
NGC 3877与太陽守